# Mechediwka (obwód połtawski)
Mechediwka (ukr. Мехедівка) – wieś na Ukrainie, w obwodzie połtawskim, w rejonie myrhorodzkim, w hromadzie Łochwycia. W 2001 liczyła 184 mieszkańców, spośród których 180 wskazało jako ojczysty język ukraiński, 1 rosyjski, 2 mołdawski, a 1 białoruski.